# Concordia (mitologia)
Concordia (także Konkordia; łac. Concordia) – w mitologii rzymskiej bogini zgody i harmonii, która panowała nad ładem w państwie i stosunkami wewnętrznymi w nim. Przedstawiana jako kobieta trzymająca róg obfitości w jednej ręce i gałąź oliwną (lub owoc granatu – symbol płodności małżeństwa) w drugiej.
Święta ku czci Concordii obchodzono 16 stycznia i 30 marca.
Świątynia Concordii została zbudowana na Forum Romanum w roku 367 p.n.e. i często była miejscem posiedzeń Senatu. Jej budowa miała na celu zakończenie walk między patrycjuszami a plebejuszami.